# Ski
Ski é uma comuna da Noruega, com 165 km² de área e 26 588 habitantes (censo de 2004).         